# やるんちゃんねる!
『やるんちゃんねる!』は、大分放送で2019年7月から2020年12月25日まで放送されていた地域密着型のバラエティ番組。

## 概要
2019年7月に「なんでも、やるんちゃんねる！〜大分いきだよ会〜」としてスタート。大分県出身で東京を拠点に活動するタレントが、視聴者から送られてきた動画や写真を見ながらトークをする番組。収録スタジオはVtuber開発・オーディションを手がけるCHET Agentのオフィス。リニュアル前の収録は大分県のアンテナショップである座来大分で行われていた。またリニュアル途中の5月8日、5月15日の2回は、OBS大分放送のスタジオにて、普段はナレーションで参加している平山アナと中島アナがメインMCとなり、脇が8日の回、髙木が15日の回にリモートで参加した。
主なコーナーとして、大分や全国で活躍するプロフェッショナルを紹介する「分（いた）フェッショナル」、温泉を紹介する「おんせん県おおいた　べっぴん温泉」
２名のVTR出演者のうち、どちらが大分出身かを当てるミニクイズコーナー
「大分人はどっち？」がある。
2020年12月25日の番組コーナー「大分人はどっち？」のVTR出演者から
今回（12月25日分）で番組は最終回ですお疲れさまでしたと報告された

## 出演者
- エイトブリッジ（別府ともひこ、篠栗たかし）：別府ともひこが別府市出身　2020年7月～
- 脇あかり（東京パフォーマンスドール）：別府市出身　2019年7月～
- 髙木由莉愛（JAPANARIZM）：大分市出身　2019年7月～
- 井上想良：大分市出身　2020年9月～

過去の出演者
- えとう窓口（Wエンジン）：大分市出身、2019年7月～2020年5月

## スタッフ
- 製作著作:大分放送